# Turnover
Turnover es una banda de rock estadounidense de Virginia Beach, Virginia. Fue formada en 2009, bajo el sello discográfico Run For Cover Records, ha publicado dos álbumes de estudio, seis EP y tres sencillos.

## Historia
Turnover comenzó en 2009 y en 2012 firmaron con la discográfica Run For Cover Records. Desde entonces han publicado seis discos EP, dos discos EP compartidos, y dos álbumes. La banda se ha involucrado en numerosas giras.  
De diciembre de 2011 hasta enero de 2012 realizó una gira de invierno con True Things y una gira de verano con Citizen (banda) y Light Years. Poco después, continuó una gira de siete fechas en agosto con Young Statues y PJ Bond.
En junio de 2013, emprendió una gira coprotagonizada con Andrew Koji Shiraki, con el apoyo de Ivy League, y Have Mercy.
En febrero de 2014 la banda protagonizó una gira por la costa este con Turnstile, Diamond Youth, Angel Dust y Blind Justice.  
En marzo de 2014 se fue de gira con I Am the Avalanche, The Swellers y Diamond Youth.
En mayo de 2014, la banda hizo dos giras a Reino Unido. Una gira fue con I Am the Avalanche, Major League, y Moose Blood. La otra gira fue con Major League y Nai Harvest. 
En el otoño de 2014, realizó una gira con Light Years y Malfunction. Posteriormente realizó una gira de 25 fechas entre marzo y abril de 2015, dando apoyo a la banda New Found Glory. Y anunció sus planes para lanzar su segundo álbum de estudio, titulado Peripheral Vision en mayo del mismo año, con la discográfica Run for Cover Records. El álbum fue lanzado el 4 de mayo de 2015. Luego en febrero de 2017 comenzó la gira aniversario junto a Circa Survive.

## Miembros
| Miembros actuales - Austin Getz – voces (2009–presente); guitarras (2012–presente); teclados (2019–presente) - Casey Getz – batería (2009–presente) - Danny Dempsey – bajo (2009–presente), coros (2017–presente) - Nick Rayfield – guitarra principal (2022–presente, de gira 2017–2022), coros (2022–presente, de gira 2019–2022) | Miembros anteriores - Alex Dimaiuat – guitarra principal (2009–2012) - Kyle Kojan – guitarras, coros (2009–2013) - Eric Soucy – guitarra principal, coros (2014–2017, de gira 2013–2014) - Shane Moran – guitarra rítmica (2019–2022 de gira) |

## Discografía
Artículo principal: Anexo:Discografía de Turnover
Álbumes de estudio
- Magnolia (2013)
- Peripheral Vision (2015)
- Good Nature (2017)
- Altogether (2019)